# 9M123 Khrizantema
9M123 Khrizantema (tiếng Nga: "Хризантема"; tiếng Việt: hoa cúc) là một tổ hợp tên lửa chống tăng tự hành hiện đại của Nga. Khrizantema được thiết kế nhằm tiêu diệt các loại xe tăng chiến đấu chủ lực thế hệ hiện nay và tương lai, như M1A2 và Leopard 2, và cũng có thể tiêu diệt các mục tiêu bay chậm và thấp như trực thăng. Tên lửa có tên định danh GRAU là 9M123 và tên ký hiệu NATO AT-15 Springer.

## Phát triển
Tên lửa chống tăng Khrizantema được Konstruktorskoye Byuro Mashynostroyenia (KBM - Văn phòng Thiết kế Kỹ thuật) giới thiệu vào tháng 7-1996. Tên lửa được phát triển vào thập niên 1980 và được thiết kế như một tổ hợp tên lửa đa năng, hoạt động trong mọi điều kiện thời tiết, có thể tiêu diệt các loại phương tiện bọc giáp chẳng hạn như các loại xe tăng trang bị giáp phòng vệ tích cực (ERA). Khrizantema được dự định thay thế cho các loại tên lửa chống tăng được trang bị từ thời Xô viết như 9K114 Shturm và 9M120 Ataka-V. Tổ hợp tên lửa chống tăng 9M123 được trang bị cho quân đội Nga vào năm 2004.

## Miêu tả
Đạn tên lửa 9M123 bay với vận tốc siêu âm, vận tốc trung bình đạt 400 m/s hay Mach 1.2  và có tầm bắn từ 400 đến 6000 mét. Đạn được đẩy đi bởi một động cơ phản lực nhiên liệu rắn với hai ống xả ở mỗi bên của tên lửa. Khrizantema là loại tên lửa duy nhất trong số những tên lửa chống tăng dẫn đường của Nga có thể được dẫn đường bằng laser hoặc radar tùy thuộc vào từng phiên bản. Chế độ dẫn đường bằng radar sử dụng kiểu truyền lệnh điều khiển bằng vô tuyến và một radar loại sóng milimet để bám mục tiêu và đạn tên lửa, điều này cho phép tên lửa tiêu diệt mục tiêu hoàn toàn tự động. Khi dẫn đường sử dụng laser, các mục tiêu phải được liên tục chiếu tia, một cảm biến ở phía sau cho phép tên lửa bay theo tia laser chiếu trên mục tiêu, đây là hệ thống dẫn hướng SACLOS. Hệ thống dẫn hướng cho phép hai tên lửa có thể bắn vào hai mục tiêu khác nhau cùng một lúc với một tên lửa dẫn hướng bằng laser và tên lửa còn lại dẫn hướng bằng radar. Mỗi tên lửa mang một đầu đạn liều nổ kép HEAT có khả năng xuyên giáp RHA là 1100–1250 mm ở sau giáp ERA, ngoài ra tên lửa cũng có thể dùng loại đầu nổ nhiệt áp nhằm tiêu diệt các mục tiêu như công sự và binh lực đối phương.
Đạn tên lửa 9M123 cùng với hệ thống dẫn hướng tạo thành tổ hợp tên lửa 9M123. Hiện này tổ hợp này chỉ được trang bị cho hệ thống tên lửa chống tăng có điều khiển tự hành 9P157-2 Khrizantema-S, hệ thống này dựa trên khung gầm của BMP-3. 9P157-2 mang hai đạn tên lửa 9M123 trên giá phóng có thể xếp gọn, radar cũng có thể xếp gọn trong khi xe di chuyển. Đạn tên lửa được nạp tự động nhờ máy nạp đạn tự động, ngay sau khi phóng loạt 2 đạn tên lửa, cần ống phóng sẽ đưa ống phóng rỗng về vị trí nhận nạp đạn tự động trên nóc xe để máy nạp tự động tiếp đạn với loại đầu nổ được chọn tương ứng, hoặc cũng có thể nạp đạn thủ công ở bên ngoài. Hệ thống 9P157-2 mang được 15 đạn tên lửa (đạn được bảo quản và vận chuyển trong các hộp kín chuyên dụng). 3 hệ thống 9P157-2 có thể tiêu diệt 14 xe tăng và đảm bảo tiêu diệt không ít hơn 60% lực lượng tấn công. Hệ thống dẫn hướng kép đảm bảo cho hệ thống 9P157-2 có thể kháng được chế áp điện tử và hoạt động trong mọi điều kiện thời tiết, ngày hay đêm. Ngoài ra hệ thống 9P157-2 cũng được trang bị hệ thống hệ thống phòng xạ - sinh - hóa (NBC) ngoài các loại giáp bảo vệ đã có sẵn trên khung gầm xe BMP-3.

## Các biến thể

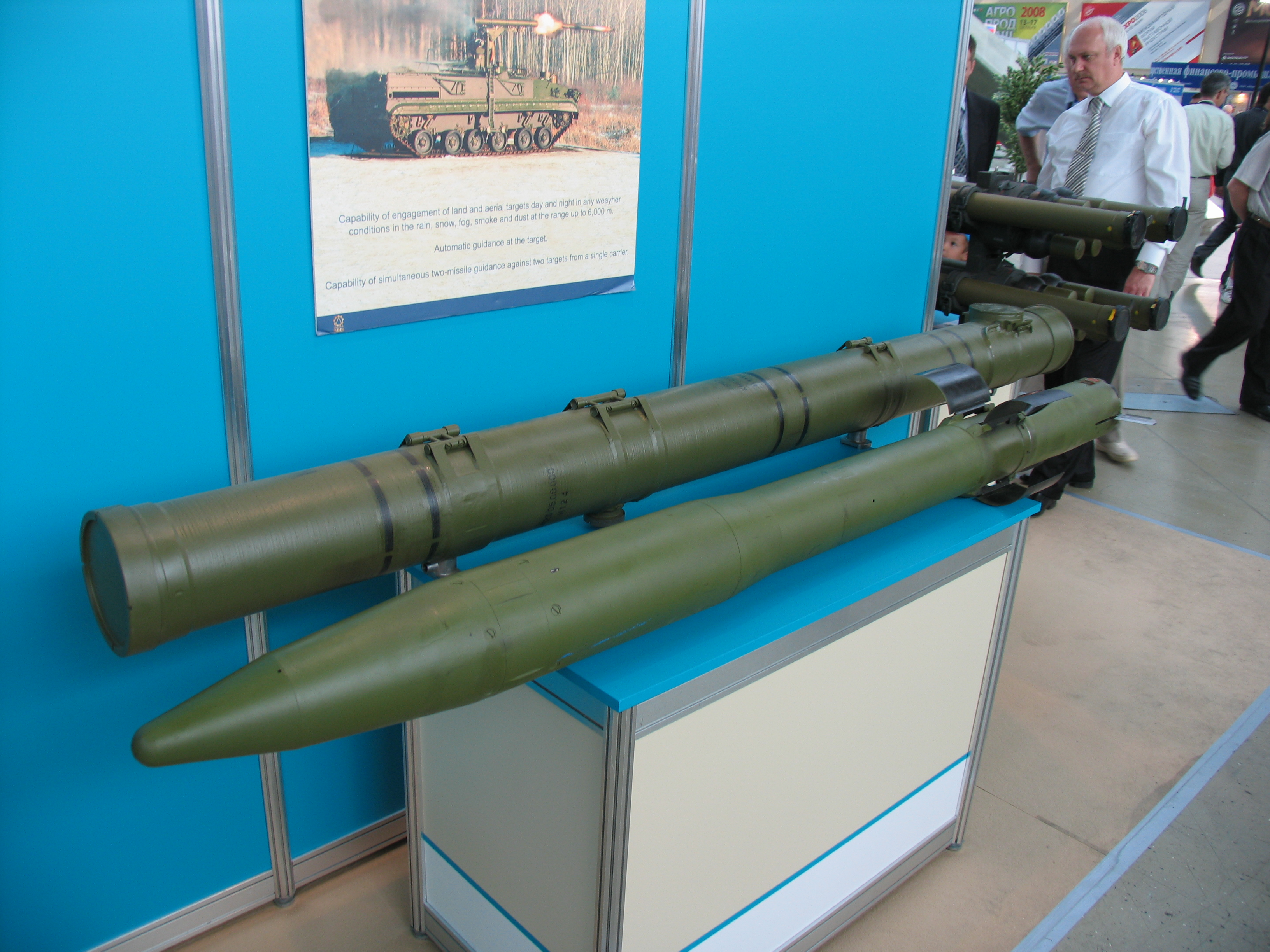
Tên lửa 9M123

- 9M123 - dẫn hướng laser với đầu đạn liều kép HEAT.
- 9M123-2 - dẫn hướng radar với đầu đạn liều kép HEAT.
- 9M123F - dẫn hướng laser với đầu đạn nhiệt áp.
- 9M123F-2 - dẫn hướng radar với đầu đạn nhiệt áp.

## Quốc gia sử dụng
Iran
 Azerbaijan
 Libya
 Nga